# LAV III
LAV III (англ. LAV III — Light Armored Vehicle — легка броньована машина, 3-я версія) — колісний 8×8/4 бронетранспортер виробництва американсько-канадської компанії General Dynamics Land Systems, що перебуває на озброєнні сухопутних військ Канади, створений на базі швейцарського бронетранспортера Piranha III 8x8.

## На озброєнні
- Канада: Армія Канади — 651 LAV III, станом на 2016 рік[19];
- Збройні сили Нової Зеландії — 102 NZLAV, станом на 2016 рік[19];
- Саудівська Аравія — Національна гвардія Саудівської Аравії — 19;
- Колумбія — 32 LAV III станом на 2016 рік[19].